# Olena Sadovnycha
Olena Sadovnycha (Kiev, 4 de novembro de 1967) é uma arqueira ucraniana, medalhista olímpica.

## Carreira
Olena Sadovnycha representou seu país nos Jogos Olímpicos em 1996 e 2000, ganhando a medalha de prata por equipes em 2000, e bronze no individual em 1996. 